# Roberto Pombo
Roberto Pombo Holguín (Bogotá, 16 de marzo de 1956) es un periodista colombiano, exdirector del periódico El Tiempo, cargo que ostentó entre 2009 y 2021. En ese periódico ejerció también como reportero, editor político, editor judicial y editor general.

## Biografía
Roberto nació en Bogotá, el 16 de marzo de 1956, en el hogar de Jaime Pombo Leyva y María Elvira Holguín. Es hermano de la escritora y activista ambiental Diana Pombo.
Roberto Pombo es Bachiller del Colegio Refous sin estudios universitarios. Empezó su carrera en 1979, como redactor de la revista Alternativa. Fue reportero de El Heraldo y jefe de Redacción del Diario del Caribe, ambos de Barranquilla. También fungió como director y columnista de la revista Semana, editor y columnista de la revista 'Cambio' y director de la edición mexicana durante tres años. En los medios audiovisuales, fue director del Noticiero TV Hoy y de Viva FM de Caracol Radio.
Recibió la medalla de honor que otorga la World Jurist Association en 2021.

## Familia
Roberto es miembro de dos prestigiosas familias colombianas: Por un lado, los Pombo, oriundos de Popayán, y por el otro los Holguín, de Cali.
Su padre era Jaime Pombo Leyva, nieto de Juan Pombo Arroyo, quien era hijo a su vez de Zenón de Pombo O' Donell y de Manuela Arroyo y Hurtado. Zenón Pombo era hermano de Lino de Pombo, importante político y militar granadino, quien fue padre del poeta Rafael Pombo. Los Pombo estaban emparentados con los nobles hispano irlandeses O'Donell.
Su madre era María Elvira Holguín Umaña, hija de Rafael Holguín Arboleda, quien a su vez era uno de los hijos del político conservador Jorge Holguín (presidente de Colombia en dos ocasiones), y su esposa Cecilia Arboleda (de los mismos Arboleda a que pertenecen los hermano Julio y Sergio Arboleda). Rafael también era sobrino de Carlos Holguín, que también fue presidente de Colombia; y ambos hermanos, Carlos y Jorge, eran sobrinos del también expresidente Manuel María Mallarino.

## Reconocimientos
- Premio Ortega y Gasset (2003). Categoría Prensa Escrita, por su columna "Cambio en Colombia".[3][4]

- Premio Nacional de Periodismo Simón Bolívar (2008). Categoría Mejor Entrevista, por "Lucho Garzón se despacha".[5]

- Premio al Mérito Periodístico Guillermo Cano, del Círculo de Periodistas de Bogotá (2014), por sus 35 años de carrera periodística.[6][7]